# Optimus (robot)
Optimus, cunoscut și ca Tesla Bot, este un robot umanoid de uz general dezvoltat de către Tesla, Inc. A fost anunțat la evenimentul Ziua Inteligenței Artificiale (Artificial Intelligence Day) organizat de companie la 19 august 2021. Un prototip a fost prezentat în 2022. Directorul general Elon Musk a declarat în 2022 că Optimus „are potențialul de a deveni mai semnificativ în timp decât afacerea cu vehicule [Tesla]”.  
Opiniile presei și ale experților bazate pe prezentările corporative au fost mixte.

## Istorie
La 7 aprilie 2022, un stand cu produsul a fost prezentat la fabrica Tesla Giga Texas⁠(d) în timpul evenimentului Cyber Rodeo. 
Musk a afirmat că speră ca producția de roboți să fie gata până în 2023 și a susținut că Optimus va putea în cele din urmă să facă „orice lucru pe care oamenii nu vor să-l facă”.
În iunie 2022, Musk a anunțat primul prototip pe care Tesla spera să-l dezvăluie mai târziu în 2022 la cel de-al doilea eveniment Ziua Inteligenței Artificiale. De asemenea a declarat pe Twitter că acesta nu va semăna deloc cu modelul prezentat la Cyber Rodeo.
În septembrie 2022, prototipuri semi-funcționale Optimus au fost expuse la a doua ediție a Zilei Inteligenței Artificiale de la Tesla. Un prototip putea merge pe scenă, iar o altă versiune, mai elegantă, își putea mișca brațele. 
În septembrie 2023, Tesla a lansat un videoclip cu Optimus, demonstrând cum putea realiza activități noi, inclusiv sortarea blocurilor colorate după culoare, localizarea membrelor sale în spațiu și deoarece avea o flexibilitate sporită își putea menține o poziție de yoga.

### Generation 2
În decembrie 2023, pe pagina X a lui Musk a fost lansat un videoclip intitulat „Optimus” în care apare Optimus Generation 2 (Generația a 2-a) mergând și prezentând noi caracteristici, cum ar fi dansul și manevrarea unui ou.
Optimus Generation 2 are o siluetă mai suplă, cu mâini și mișcări îmbunătățite.
În mai 2024, o actualizare de pe Twitter a dezvăluit că Optimus îndeplinea diverse sarcini la o fabrică Tesla.
Criticii au subliniat că roboții din videoclipurile promoționale necesitau utilizarea teleoperației pentru a îndeplini unele dintre sarcini.
Concurenții au produs propriile videoclipuri ca răspuns, evidențiind modul în care umanoizii lor robotici ar putea îndeplini sarcini similare în mod autonom.
În iunie 2024, Musk a susținut că Optimus va avea o producție limitată în 2025, cu planuri ca peste 1.000 de roboți să fie folosiți în fabrici Tesla și posibilitatea de producție pentru alte companii din 2026.
Optimus a fost prezentat la evenimentul „We, Robot” de la Tesla din octombrie 2024. Mulți au lăudat demonstrațiile interactive, dar criticii au subliniat iarăși că roboții au folosit în principal teleoperarea pentru a interacționa cu mulțimile; Tesla a fost criticat și pentru lipsa de transparență în această privință.
Musk a precizat că Optimus va realiza o gamă largă de sarcini zilnice, atât în casă, cât și în afara ei, și a estimat că robotul va fi disponibil la un preț de aproximativ 30.000 de dolari americani.
În martie 2025, Elon Musk a anunțat că un robot Optimus va fi trimis pe planeta Marte în 2026 la bordul unei rachete SpaceX Starship.

## Specificații

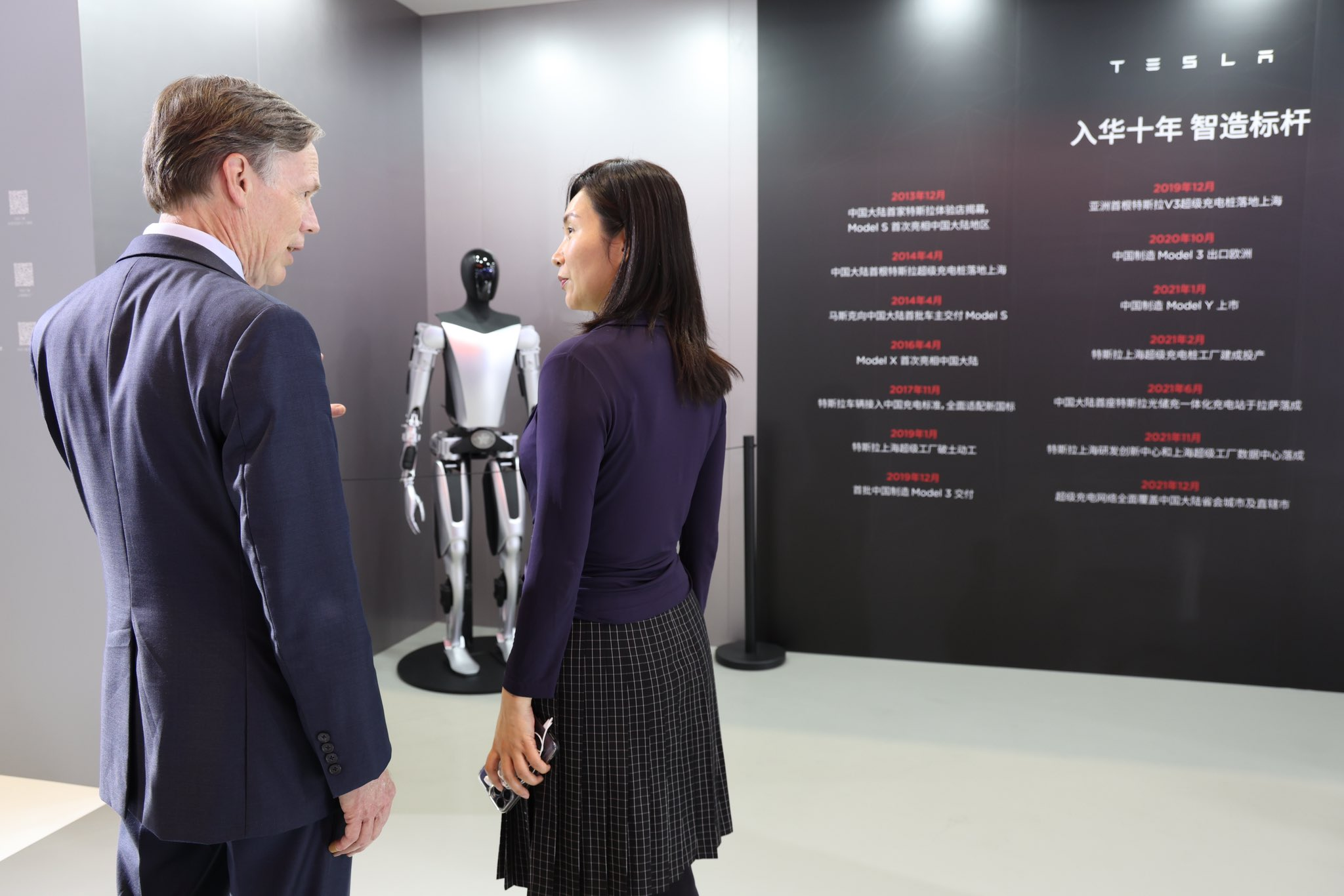
Două persoane în fața unui ecran Optimus

Optimus este planificat să măsoare 173 cm înălțime și o greutate de 57 kg. Conform prezentării făcute în cadrul evenimentului  Zilei Inteligenței Artificiale din 2021, Optimus va fi „controlat de același sistem⁠(d) de inteligență artificială pe care Tesla îl dezvoltă pentru sistemul avansat de asistență a șoferului utilizat la mașinile sale” și va avea o capacitate de transport de 20 kg.
Sarcinile propuse pentru Optimus sunt cele „periculoase, repetitive și plictisitoare”, cum ar fi asigurarea asistenței în fabricație.
În 2023, mâinile lui Optimus Generation 2  (din a doua generație) au avut 11 grade de libertate.

## Recepție

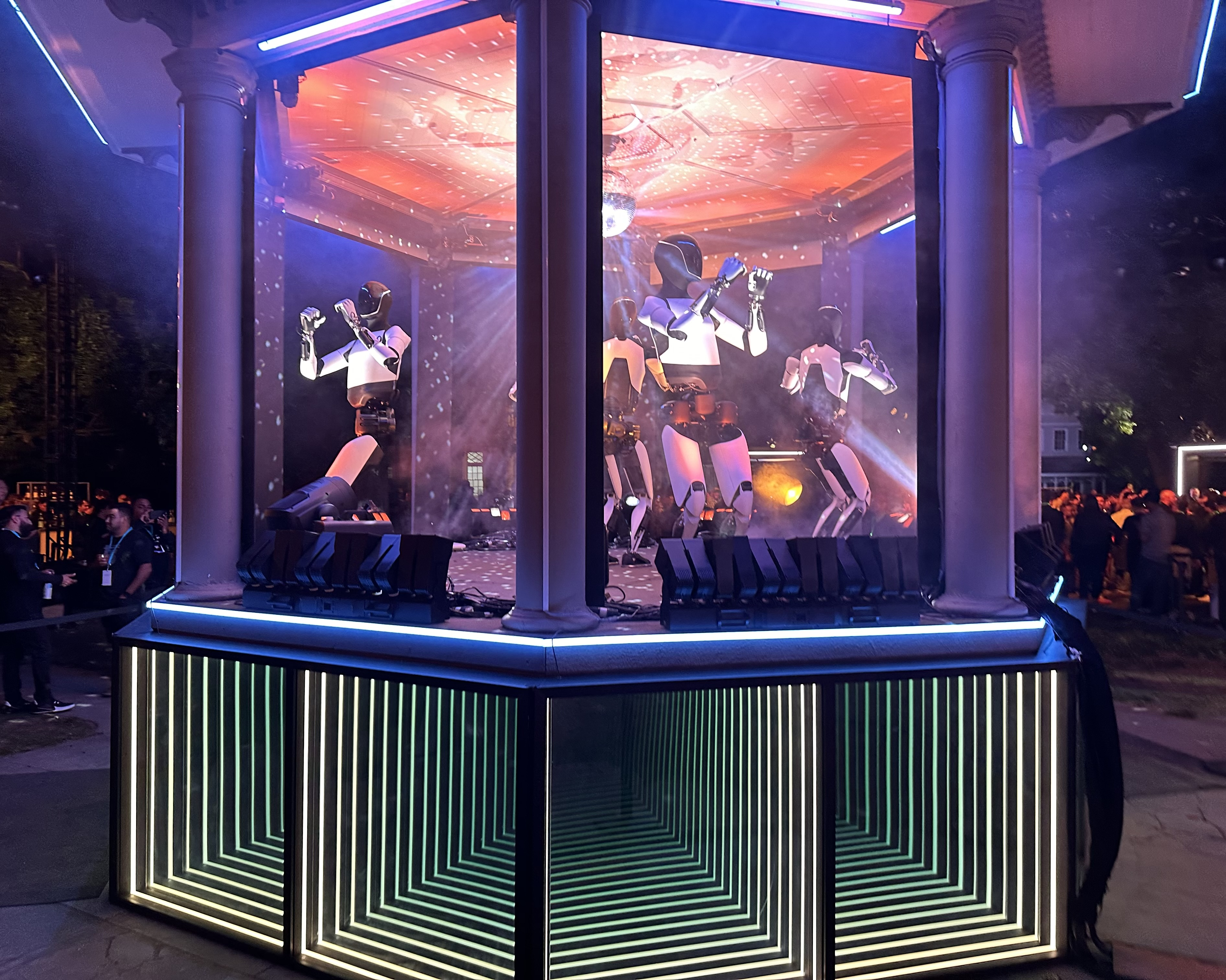
Roboți Optimus la evenimentul Tesla Robotaxi de la Warner Brothers, din octombrie 2024

### Reacții inițiale
La scurt timp după evenimentul Ziua Inteligenței Artificiale din 2021, multe publicații au reacționat cu scepticism față de acest produs. Bloomberg News⁠(d) a susținut că un astfel de produs constituie o „deviere⁠(d) de la misiune” și se situează în afara „inițiativelor companiei privind energia curată”.
The Washington Post a susținut că „Tesla are un istoric de exagerare a termenelor și de promisiuni excesive la dezvăluirile de produse și prezentările pentru investitori”.
The Verge⁠(d) a remarcat similar că „istoria Tesla este plină de idei fanteziste care nu s-au concretizat niciodată... oricine poate ghici dacă un robot Tesla funcțional va vedea vreodată lumina zilei” și, într-un editorial, a descris dezvăluirea lui Optimus ca fiind o „prostie bizară și genială”.
Progresul realizat cu prototipurile prezentate la Ziua Inteligenței Artificiale din 2022 a fost lăudat de unii comentatori.
Alți comentatori au afirmat că tot ce s-a arătat în aceste prezentări recente a fost deja realizat de alte programe de robotică și că nu pare să existe prea multe indicii că Tesla ar putea „depăși alte companii care lucrează la lucruri similare”.
Într-un eseu din 2024, Robert Silverberg a sugerat că Optimus Generation 2 a fost realizarea „umanoizilor” din povestirea science fiction clasică din 1947 a lui Jack Williamson „With Folded Hands...” („probabil cea mai bună povestire scrisă vreodată despre roboți”, potrivit lui Silverberg), împreună cu cele mai mari dezavantaje ale acestora.

### Opinii de specialitate
Reacțiile din cadrul comunității roboticii au fost „diverse”, unii experți lăudând proiectul, în timp ce descriau demonstrațiile inițiale ca fiind mai puțin impresionante.
Carl Berry, lector în inginerie robotică, a descris prezentarea Zilei Inteligenței Artificiale din 2021 ca „obișnuita exagerare”.
În urma demonstrației Optimus de la evenimentul Cyber Rodeo, cercetătorul Gary Marcus⁠(d) a declarat că ar „paria că niciun robot nu va putea îndeplini toate sarcinile umane până la sfârșitul anului 2023”.
În ceea ce privește prezentarea Zilei Inteligenței Artificiale din 2022, Deutsche Welle a citat experți – cercetătorul în inteligență artificială Filip Piekniewski, experta în robotică Cynthia Yeung și directorul executiv al Mass Robotics, Tom Ryden – care au considerat proiectul o „înșelătorie totală și absolută”, punând la îndoială cât de avansat a fost cu adevărat și criticând alegerea unei forme umanoide.

## Nume
Optimus este numit după personajul principal din seria media Transformers⁠(d), Optimus Prime.